# Коулун
Коулу́н также Цзюлу́н,(иер. 九龍, кант.-рус. Каулун, кит.-рус. Цзюлун, буквально: «Девять драконов»; англ. Kowloon) — полуостровная часть городской зоны Гонконга (не включая Новые Территории). Состоит из полуострова Коулун и Нового Коулуна. Восточная граница Коулуна проходит по проливу Лиюймынь, западная — через Мэйфусаньчхюнь и остров Стоункаттерз, северная — через пирамиду Тэйта и Львиный камень, а южная — по бухте Виктория. Население Коулуна (данные 2006 г.) — 2 019 533 человек. Плотность населения — 43 тыс. чел./км². Площадь полуострова — около 47 км². Вместе с островом Гонконг его население составляет 47 % населения специального административного района Гонконг.

## Административное деление
Округа, расположенные на полуострове:
- Яучиммон (Yau Tsim Mong, 油尖旺區) — население — 281 тыс. человек, площадь — 6,99 км².
- Самсёйпоу (Sham Shui Po, 深水埗區) — население — 366 тыс. человек, площадь — 9,35 км².
- Коулун-Сити (Kowloon City, 九龍城區) — население — 363 тыс. человек, площадь — 10,02 км².
- Вонтайсинь (Wong Tai Sin, 黃大仙區) — население — 424 тыс. человек, площадь — 9,3 км².
- Куньтхон (Kwun Tong, 觀塘區) — население — 588 тыс. человек, площадь — 11,27 км².